# Michel Eddé
Michel Eddé (ur. 16 lutego 1928 w Bejrucie, zm. 3 listopada 2019 w Bejrucie) – libański polityk i prawnik, katolik-maronita. Pięciokrotnie sprawował funkcję członka rządu (m.in. ministra kultury w gabinecie Rafika Haririego. W 1990 został redaktorem naczelnym francuskojęzycznego, bejruckiego dziennika L’Orient-Le Jour. Był też przewodniczącym Ligi Maronickiej w latach 2003–2007. W 2007 r. wymieniano go jako potencjalnego kandydata na stanowisko prezydenta Republiki Libańskiej. 20 czerwca 2011 r. został odznaczony Krzyżem Oficerskim Orderu Zasługi RP za wybitne zasługi w promowaniu polskiej kultury i nauki oraz za działalność na rzecz rozwijania współpracy polsko-libańskiej.